# Global Televisión
Global Televisión (conocido simplemente como Global TV o Global) es un canal de televisión abierta peruano el cual fue lanzado el 1 de julio de 1986. Es propiedad del Grupo ATV.
Fue lanzado originalmente como Stereo 33 Televisión, Después, en 1989, fue renombrado como Canal 13 y pasó a propiedad del empresario Vittorio de Ferrari Maccio, luego vendida a Genaro Delgado Parker. En 1998, Julio Vera Abad y otros empresarios reclamaron los derechos sobre la estación, lo que llevó a una serie de litigios judiciales que se prolongaron por más de 10 años. Con el tiempo, la estación pasó a manos de Albavisión bajo el Grupo ATV, proceso que terminó el 2011. Desde entonces, el canal pasó por diferentes cambios de nombre y programación. Es el sexto y último canal creado de los 6 canales principales en el Perú.

## Historia

### Antecedentes
La frecuencia 13 que comprende entre los 210 y 216 MHz (sistema NTSC-M) en Lima fue operada inicialmente por Panamericana Televisión, que se mantuvo en esa frecuencia hasta 1965 cuando se trasladó al canal 5 de VHF (76-82 MHz). Más adelante, dicha frecuencia le fue asignada a la Universidad de Lima y, con donación de equipos por parte de Panamericana Televisión, fundó la estación Panamericana de Teleducación, que operó en la frecuencia hasta el año 1974, cuando se cayó la antena que permitía la emisión de los programas del canal a raíz del terremoto ocurrido en la mañana del 3 de octubre. Este incidente no fue solucionado ni por Panamericana TV, que en aquel momento no estaba en muy buena posición dada la expropiación de los medios por la dictadura, ni por la Universidad de Lima.
En 1983, con una discreta campaña publicitaria en Lima, Favorita de Televisión - Canal 13 anunció el inicio de sus operaciones para 1984 pero nunca se concretó.
A fines de 1985 y principios de 1986, la Compañía Radiodifusora Univisión S.A. (no relacionada con la cadena hispana de Estados Unidos Univisión, que entonces se conocía como SIN); lanzó una señal de prueba durante unos meses. Su programación en "Señal de Prueba" se basaba la emisión de largometrajes y de un "Micronoticiero" de un minuto, además de una "Edición Central" de media hora, con la clara intención de ir fogueando a su equipo noticioso. Se establecieron además conversaciones con actores del medio para la realización de futuras series y telenovelas nacionales. Sus estudios estaban ubicados en la primera cuadra de la Av Grau, donde inicia la Vía Expresa; en un edificio de siete pisos, el cual luce abandonado y hasta hace unos años, mantenía la antena de transmisión.
Debido a problemas en la importación de sus equipos, el gobierno peruano retira la licencia de funcionamiento a la naciente empresa. Finalmente le será asignada a Empresa Radiodifusora 1160 S.A. en 1989, que operaba Stereo 33 Televisión para relanzar dicha señal como Canal 13.

### Inicios
El canal fue lanzado al aire el 1 de julio de 1986 como Stereo 33 Televisión en la banda UHF por la frecuencia 33 de Lima, que abarca entre los 584 y 590 MHz, siendo la estación de la Empresa Radiodifusora 1160, que además operaba la emisora de radio 1160 AM al mando de los empresarios peruanos Abraham Zavala Falcón y Alfredo Zanatti. En 1988, estos trasladaron la frecuencia del canal 33 al canal 13 VHF. Entre 1986 y 1989 el canal emitía en línea directa un noticiero y algunas películas y también transmitiría la Copa América de 1989 hasta que en 1990, Zavala Falcón y Zanatti vendieron las acciones que poseían dentro del canal al empresario Vittorio De Ferrari Maccio y para junio de 1990 se empezó a transmitir comedias, algunas telenovelas y dibujos animados.

### Años 1990
En junio de 1991, la emisora es renombrada como Global Televisión Total al iniciarse su expansión nacional vía satélite.
Desde los inicios del canal, la estación se ha caracterizado en emitir programación importada.
En 1995, Vittorio De Ferrari fundó una empresa conjunta con Antena 3 de España, la cual asumiría la administración del canal por 10 años. Por lo tanto, Global Televisión fue relanzado el 5 de junio de 1995 con una nueva gráfica con nuevo logotipo (similar al de la productora Globomedia de Antena 3) y empieza a emitir telenovelas, galas y series producidas por el conglomerado español, así como películas y series animadas estadounidenses.
Tras la muerte de Vittorio De Ferrari, su hijo Roberto De Ferrari Ferrari anula el contrato con Antena 3 y vende las acciones de la empresa a Genaro Delgado Parker en 1998, quien asume la administración del canal. La estación cambia de logotipo y es relanzado como Red Global. Ese mismo año transmitió la Copa Libertadores de América, con la emisión de partidos en los que participaba Sporting Cristal para todo el país.
Se emitieron diversos programas producidos por la productora de Delgado Parker y de Astros S.A.
En 1999, se origina una disputa por el control de Red Global entre Astros y Francisco Vera Abad, representante del canal en ese entonces. Vera Abad, quien se había asociado con Roberto de Ferrari, acusó a Genaro de no haber pagado la totalidad del importe de las acciones de la empresa. Esto trajo como resultado la suspensión de parte de su programación.
Aunque en abril de 1999 Red Global se reestructuraba en noticieros e infoentretenimiento, la crisis se desencadenó en julio de 1999, lo que ocasionó que se suspendieran los noticieros del canal. Francisco Vera Abad toma el control de la estación en septiembre y retoma momentáneamente el nombre de Global Televisión.

### Años 2000
A finales de 2000 y años antes de crisis administrativa de su canal hermano Panamericana, Delgado Parker logra una resolución de Corte Interamericana de Derechos Humanos que le permite regresar al canal por medio de la falsificación de documentos.
En enero de 2001, César Hildebrandt vuelve a entrar al elenco del canal, pero renuncia poco después de descubrirse un vladivideo en donde Genaro negociaba con Montesinos su permanencia en Global TV. En marzo de ese año se estrenó Enlace global, su informativo.
A finales de enero de 2001, Global Televisión es relanzado como Red Global, una estación de noticias que en las noches transmitía documentales y algunas series de acción real y animadas. El modelo de programación imitaba a los canales temáticos estadounidenses que transmitían noticieros gran parte del día, en que contó Hora punta. También transmitió contenido educativo, en que Manualidades Mylin fue uno de los pioneros en la temática que lleva su título.
Esta situación permaneció hasta julio de 2006 cuando Genaro Delgado Parker pierde la administración y el canal empieza a ofrecer una programación variada.
Finalmente, Red Global pasó a manos de la Junta de Acreedores, la cual le quitó la administración a Genaro Delgado Parker y pasó a ser administrado por Corpecón, empresa vinculada a ATV, emisora que maneja la estación desde agosto de 2006 y que logró revertir la caótica situación por la que atravesaba Red Global.
En enero del 2009, Red Global llega a DirecTV encontrándose en el canal 198.

### Años 2010
El 28 de agosto de 2010, el canal fue lanzado por Televisión Digital Terrestre (TDT) en el canal 22 UHF de la ciudad de Lima, con señales 1seg y HD. En esta última señal, se emitieron algunos partidos de la UEFA Champions League y de la UEFA Europa League, hasta que cedió los derechos de transmisión a América Televisión.
En septiembre de 2010, Genaro Delgado Parker terminó por transferir definitivamente su participación en el canal 13 (el 50% que le correspondía) a ATV, controlado por Albavisión Communications Group de Ángel González.
Con el control total de Red Global, ATV traslada las oficinas del canal a un edificio cercano a su sede principal y decide relanzar a la estación con un cambio de imagen corporativa con la eslogan Hecho por la gente, que incluyó una gran campaña de promoción y un gran concierto musical el 5 de noviembre de 2010. De esta manera, el canal regresa al nombre de Global Televisión (nombre usado entre 1991 y 1998), estilizado para ese entonces como Global TV.
Entre 2010 y 2013, Global TV fue un canal generalista con programación compuesta por telenovelas, series, caricaturas importadas y dibujos estilo anime tanto antiguas como modernas de ese momento y eventos deportivos internacionales. En alguna ocasión retransmitió la versión anterior de La Perricholi antes de que América Televisión estrenase su remake.
El 12 de abril del 2015, cerca de cumplir 29 años al aire, Global TV anuncia un nuevo cambio de identidad a través de mensajes de intriga: será relanzado como Red TV y mantendrá parte de su programación.
En diciembre de 2016 ingresó Federico Anchorena (ex Gerente General de Panamericana Televisión) como gerente general debido a la baja audiencia de dicho canal decidiendo relanzarlo por completo con una programación distinta,por lo que se decide relanzar la emisora como NexTV el 27 de marzo del 2017, con una programación enfocada al público juvenil.Se utilizan comerciales de intriga, en los que se usan la máscara y capa usadas en la película V de Venganza por un personaje con el nombre de «Anonymous», los cuales se vuelven virales en las redes sociales.
El 10 de septiembre de 2018 el canal fue nuevamente relanzado como América Next gracias a una alianza estratégica hecha entre el Grupo Plural TV y el Grupo ATV en el año 2016.En el relanzamiento cambió la programación basada en series importadas y producciones de ATV a una basada en antiguas producciones de América Televisión y programas emitidos en el canal, como El Chavo del 8.
A fines de noviembre del 2019, el Canal 13 anuncia por medio de anuncios publicitarios que el canal se volverá a llamar Global Televisión el 1° de diciembre, coincidiendo con el aniversario 33 de la creación de la señal.

### Años 2020
Para el 10 de febrero de 2020, reingresa a la programación El Chavo del 8, que salió de la programación cuando el canal volvió a llamarse Global en diciembre de 2019, además de caricaturas antiguas y populares de la Warner (Looney Tunes, Tom & Jerry y algunos dibujos de Hanna-Barbera.
En agosto de 2020, tras 3 años de emisión ininterrumpida Chespirito sale del aire debido a un conflicto legal surgido entre Televisa y Grupo Chespirito, la emisión a nivel mundial de estas series fue suspendida indefinidamente junto a El Chavo del 8 y El Chapulín Colorado, programas que también se emitieron en América Televisión y ATV. 
Para el 2 de noviembre de 2020, la señal de Global, así como también la de su canal hermano La Tele, salió del aire en algunas provincias y esta fue reemplazada por la señal de su canal hermano ATV+ (Analógico y digital). Aún no se sabe si dicho canal regresaría a las transmisiones. En algunas provincias como Chiclayo, Huancayo o Cusco, ATV+ ya estaba disponible, originando que el dial se vea invadido por el mismo canal en múltiples frecuencias. El 13 de febrero de 2021 la señal de Global regresó a Chiclayo, se espera algún pronunciamiento oficial del Grupo ATV con respecto a los reemplazos de señal en provincias pendientes. En marzo de 2021 la señal de Global regresa a Cusco, el 17 de mayo de 2021, la señal de Global regresó a Huancayo pero fue retirada nuevamente el 31 de mayo de 2021, para el 11 de junio del mismo año, la señal nuevamente regresa a dicha provincia. 
En 2023, Global traslada las caricaturas clásicas de la Warner Bros. (Looney Tunes, Tom y Jerry, con este último siendo adquirido de MGM en 1986, y las propiedades de Hanna-Barbera) y las de DePatie-Freleng/United Artists (actual MGM) (La Pantera Rosa y sus derivados, incluida su versión de 2010) a su canal hermano ATV para transmitir caricaturas modernas en su señal.
Para el 29 de abril de 2024, Global añadió a su programación los programas informativos En Contacto y Estación Central en simultáneo con su canal hermano ATV+, se hicieron flashback de cuando Global emitía noticieros.
En enero de 2025, el diario Expreso afirmó que el Grupo ATV había negociado con Phillip Butters para incorporar contenido de PBO Radio a su programación.

## Programación
Global anteriormente transmitía producción propia e importada, actualmente transmite programación mayormente importada y programas informativos de ATV+ (En Contacto y Estación Central). Sobre su programación importada, transmite telenovelas turcas (Star TV y ATV), series, series animadas, animes, películas, programas-concurso, entre otros.

## Logotipos

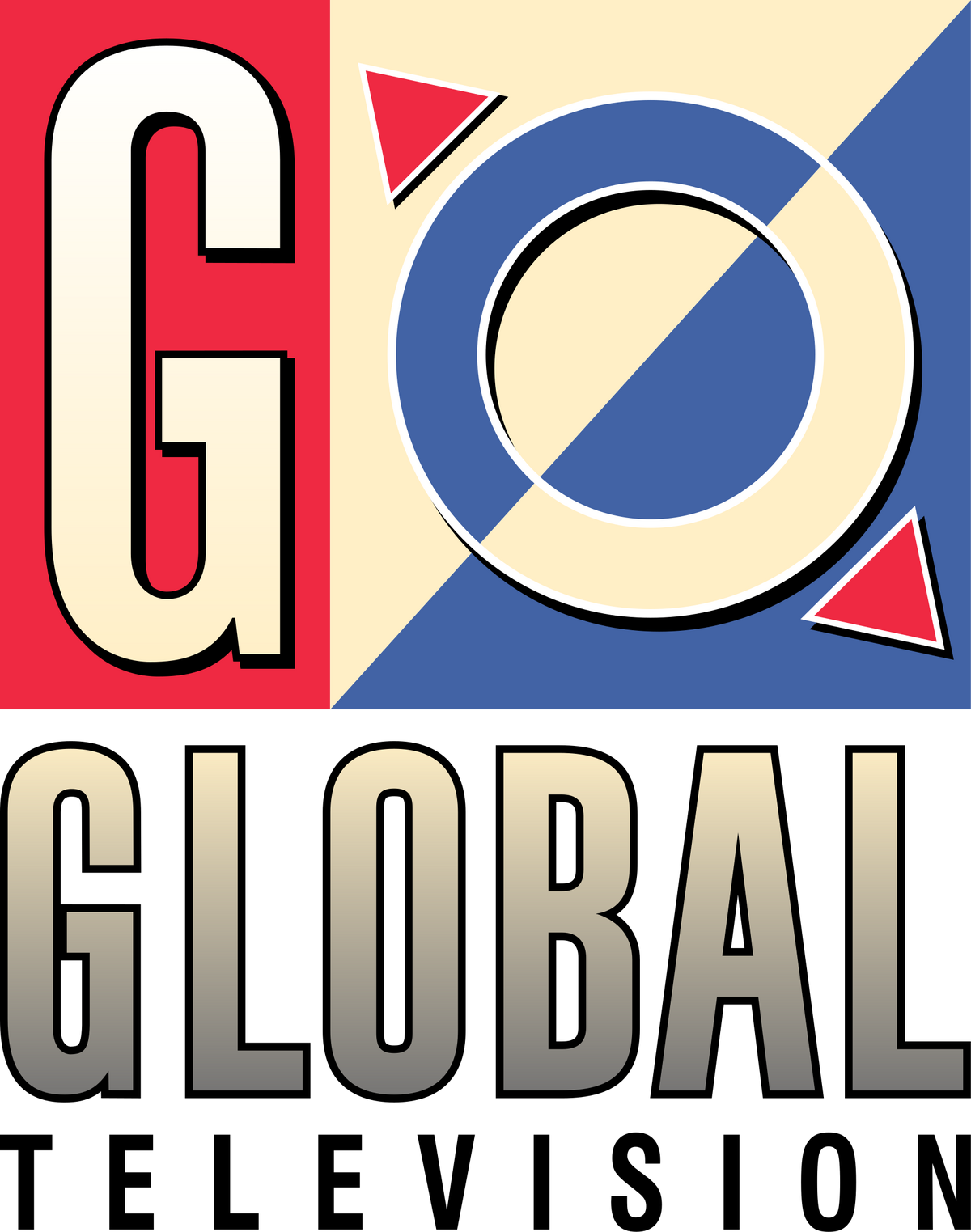
1995-1998, 1999-2000
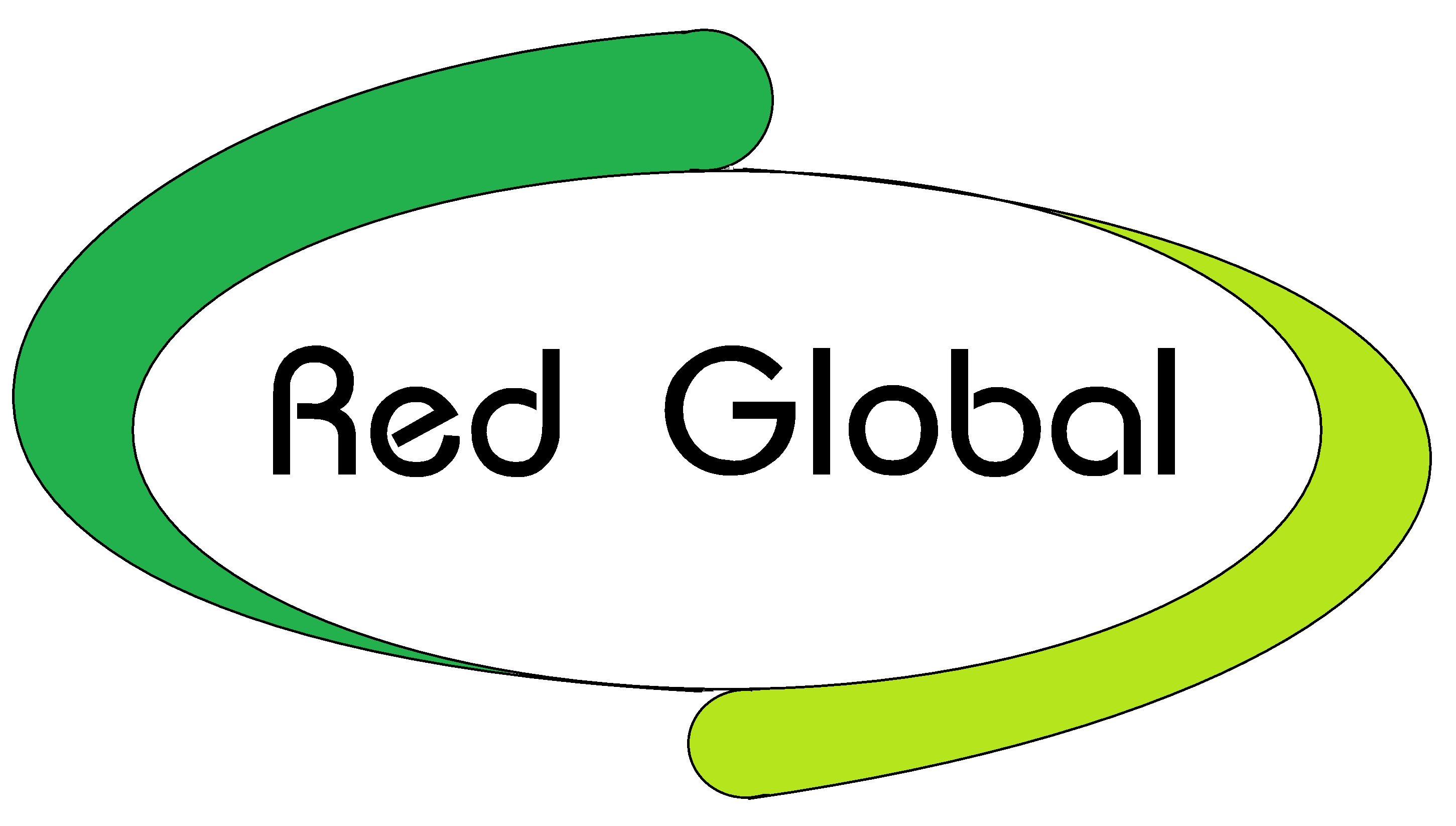
2007-2010
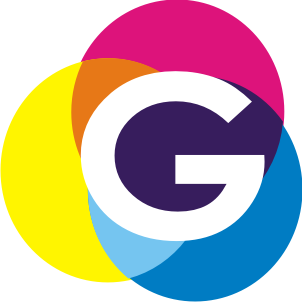
2010-2015
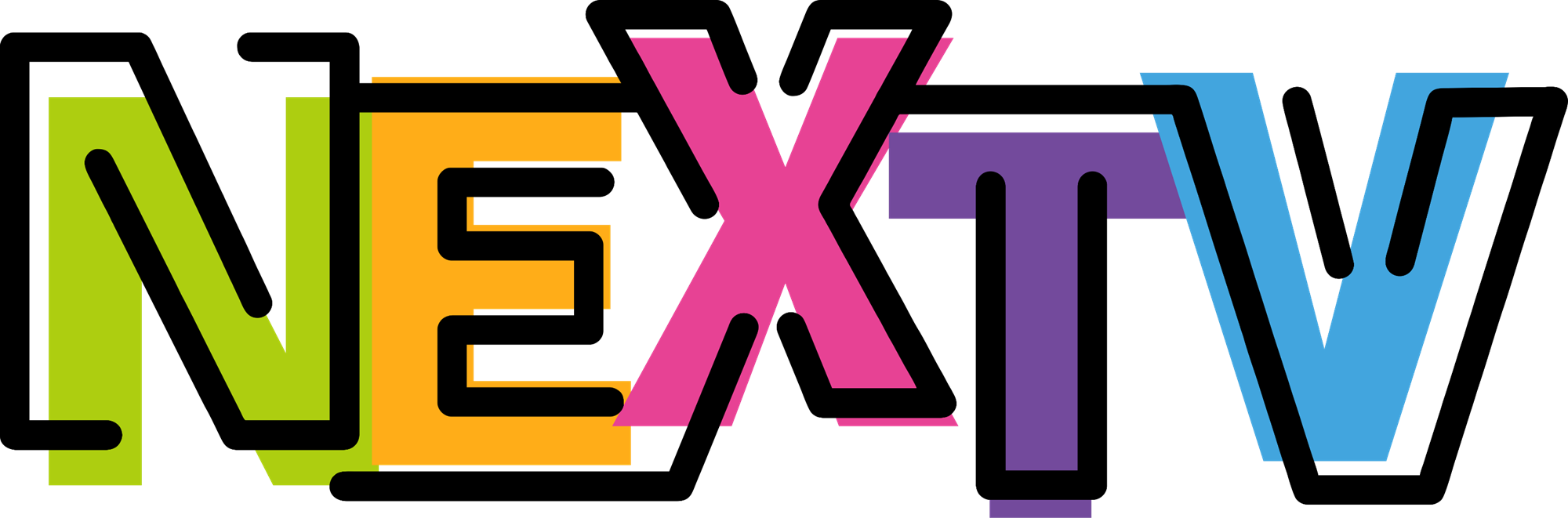
2017-2018
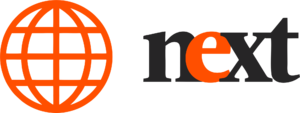
2018-2019
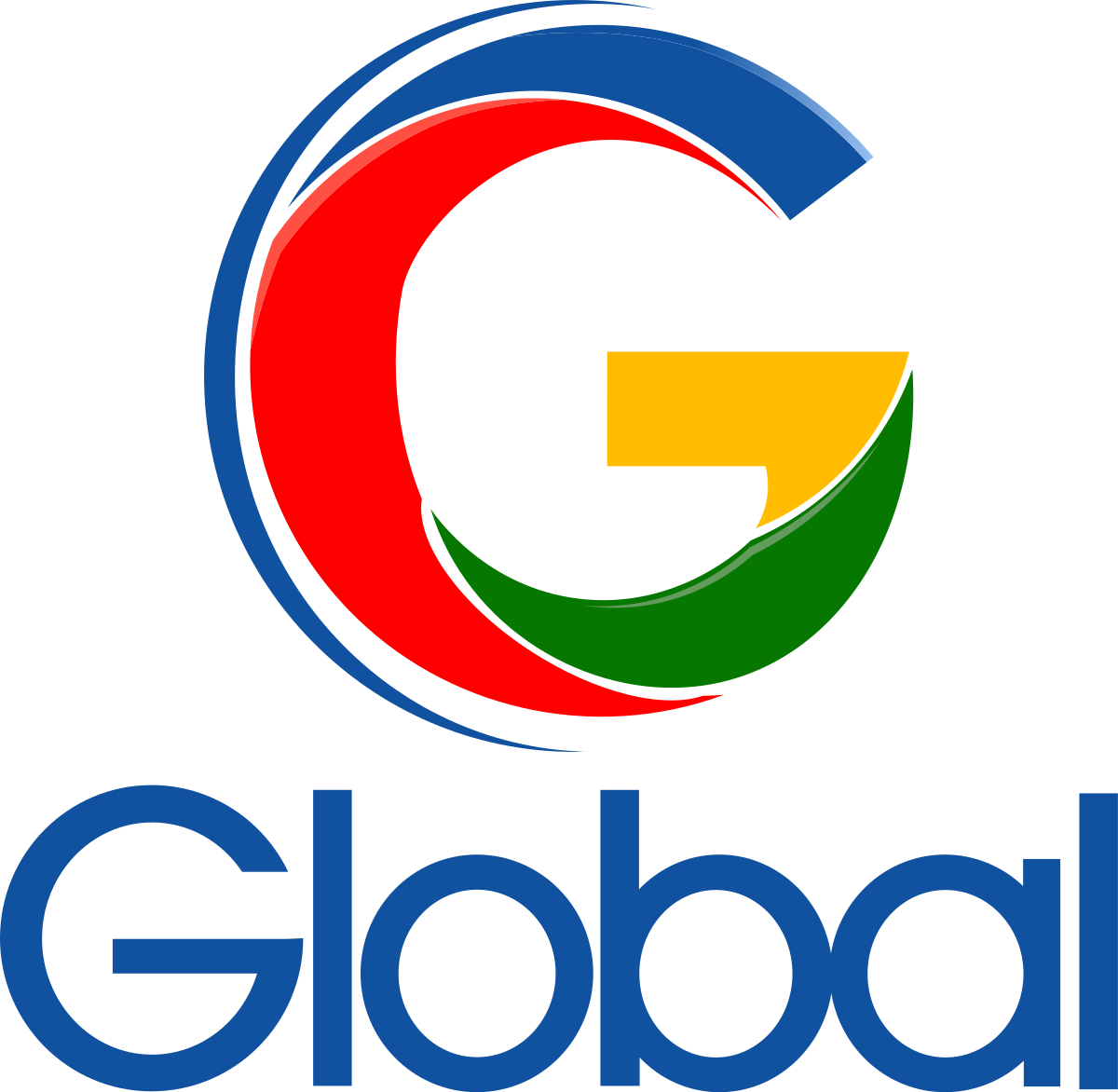
Desde 2019